# Diecezja Naviraí
Diecezja Naviraí (łac. Dioecesis Naviraiensis) – diecezja Kościoła rzymskokatolickiego w Brazylii. Należy do metropolii Campo Grande, wchodzi w skład regionu kościelnego Oeste 1. Została erygowana przez papieża Benedykta XVI bullą Summi Nostri w dniu 1 czerwca 2011.